# Канель-Белов, Алексей Яковлевич
Алексей Яковлевич Кане́ль-Бело́в (род. 1963) — российский и израильский математик, педагог и составитель олимпиадных задач. Доктор физико-математических наук, профессор Московского государственного университета, профессор Бар-Иланского университета.

## Биография
Алексей Белов родился 9 июня 1963 г. в Москве.
Окончил Вторую школу в 1980 году и поступил в МГПИ. В 1985 г. окончил университет и поступил в аспирантуру в МГИ. Обучался в Народном университете. В 2002 году защитил докторскую диссертацию.
Область научных интересов Алексея Яковлевича составляет алгебра и комбинаторика в приложении к алгебре. Занимается проблемой Шпехта и проблемой якобиана (имеет по этой теме статью в соавторстве с Концевичем). Также имеет совместные работы с Рипсом.
Канель-Белов известен как деятель олимпиадного движения: долгое время он принимал участие в составлении задач Московской математической олимпиады, уделяет время работе со школьниками, преподаёт в летних школах вроде ЛКТГ или ЛШСМ. Выступает с критикой реформы образования в России, называя её «преступной».